# Hupa

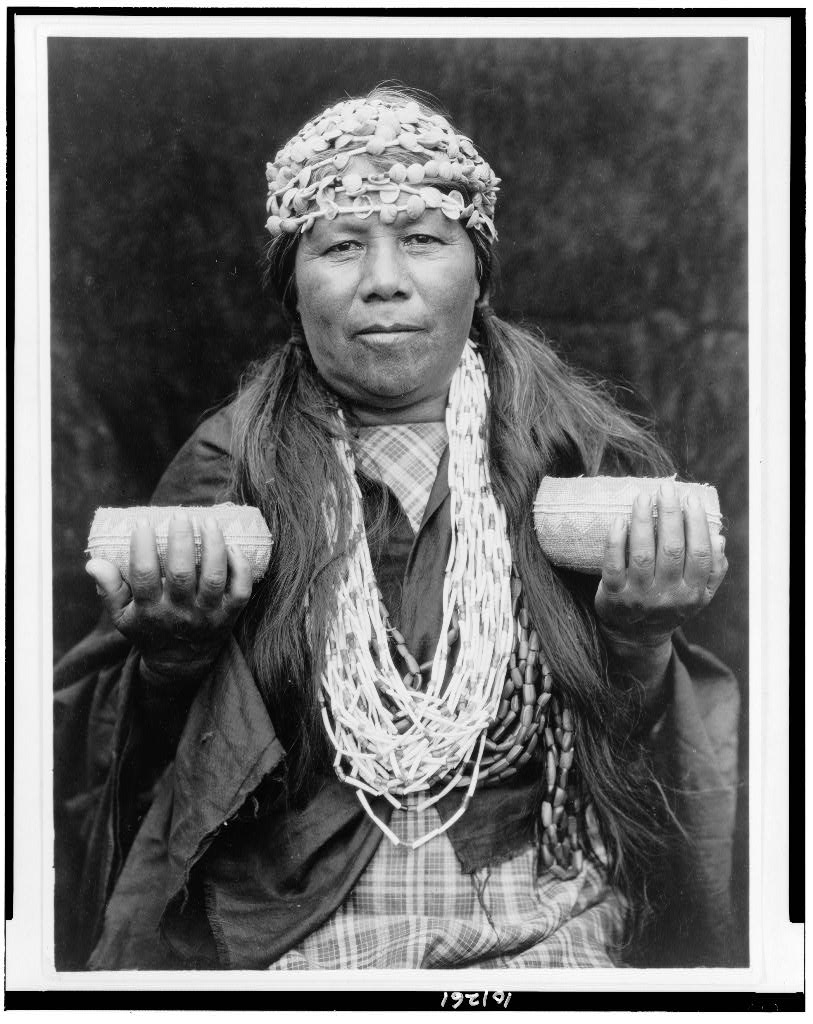
Una donna Hupa sciamano, c.1923, Edward Curtis

Gli Hupa o Hoopa sono un popolo amerindo della famiglia linguistica na-dené, stanziato nel  nord-ovest della California. Gli Hupa denominano se stessi: « Na:tini-xwe » che pressappoco significa «popolo dei due lati del cammino».
Gli Hupa sono uno dei rari popoli amerindi che vivono ancora nel loro territorio originale. La riserva indiana della Valle Hupa è stata creata nel 1864 e costituisce la più grande riserva della California.

## Modo di vita

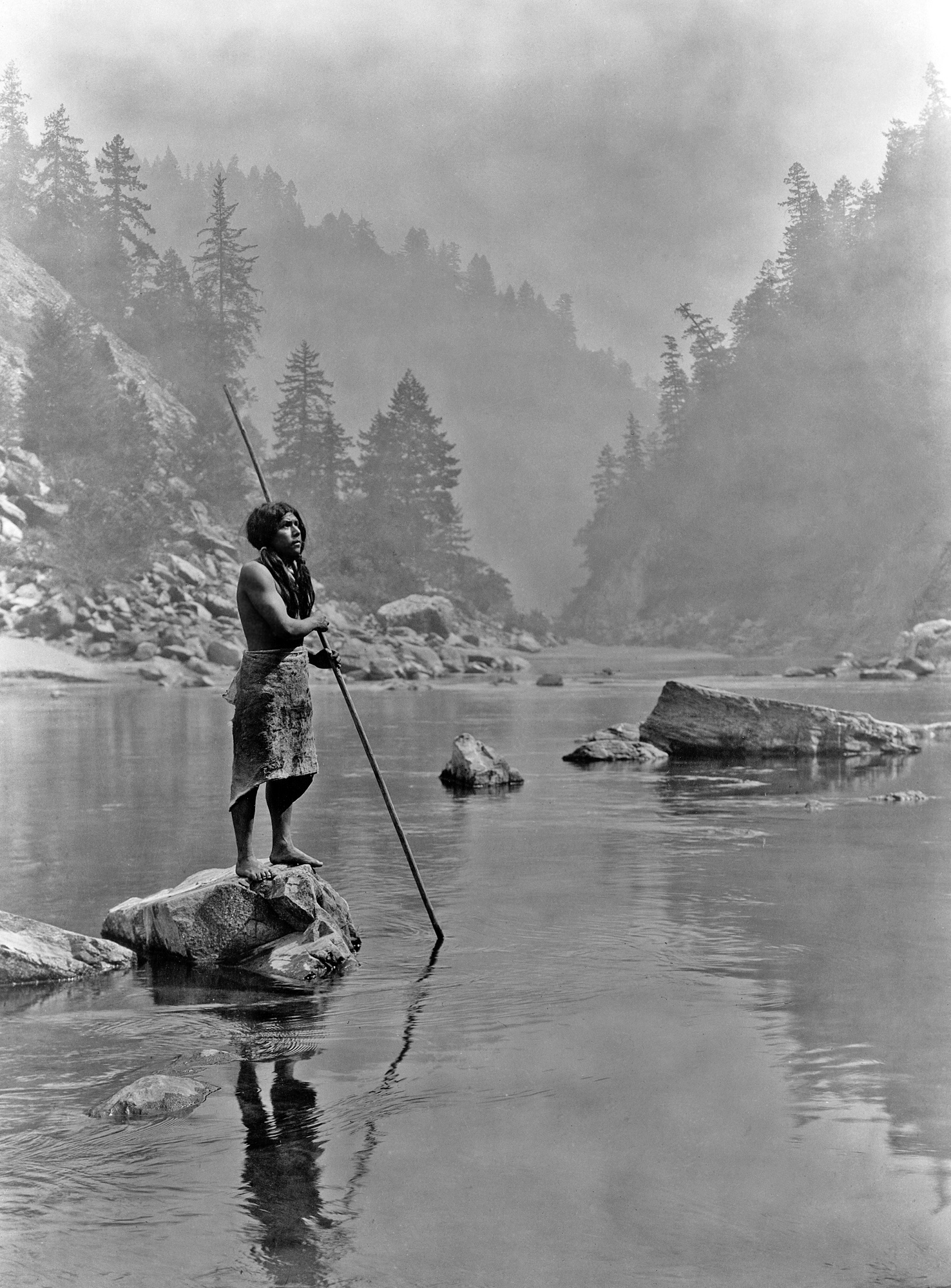
Un uomo Hupa con la sua lancia

Gli Hupa erano cacciatori e pescatori. Le più importanti fonti di nutrimento erano date dalla raccolta delle ghiande e dalla cattura dei salmoni. I salmoni venivano catturati durante la loro migrazione all'inizio di ogni anno. Le zone di cattura non erano di libero accesso, ognuna apparteneva ad una famiglia e non poteva essere utilizzata senza l'accordo dei suoi membri. 

Gli Hupa sono generalmente vissuti pacificamente coi popoli vicini: Wiyot, Yurok e Wailaki, scambiando con essi ghiande ed alimenti in cambio di canoe, pesci salati, alghe, sale o molluschi.

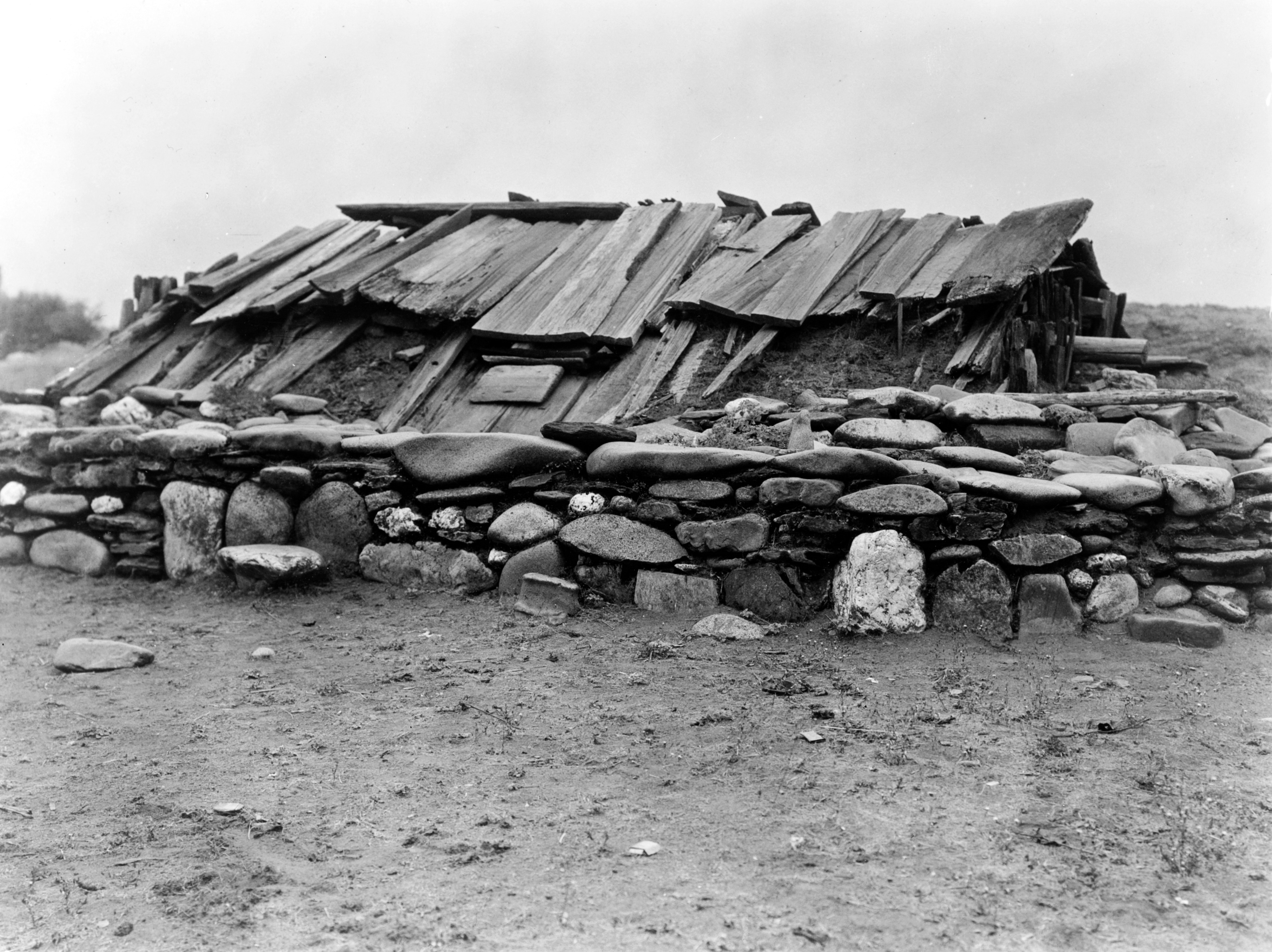
Casa per cerimonie Hupa fatta con pietre e legno